# Domenico Fontana
Domenico Fontana, född 1543 i Melide, död 28 juni 1607 i Neapel, var en italiensk arkitekt och ingenjör under senrenässansen och ungbarocken. Han var bror till Giovanni Fontana.
Fontana kom tidigt till Rom, där han var sysselsatt fram till 1592, då han kallades till Neapel för att uppföra kungliga palatset där. Bland hans arbeten i Rom märks Lateranpalatsets loggia och Cappella Sistina i Santa Maria Maggiore. Han fullbordade även efter Michelangelos ritningar kupolen till Peterskyrkan.
Fontana var påven Sixtus V:s (1585–1590) chefsarkitekt. Han organiserade flytten och uppresandet av den obelisk som nu står mitt på Petersplatsen. Han skapade de stora palatsen vid Vatikanen och Lateranen samt Vatikanbiblioteket.

## Verk i urval
- Benediktionsloggian – norra fasaden, San Giovanni in Laterano[2]
- Cappella Sistina – Santa Maria Maggiore[3]
- Piazza del Quirinale[4]
- Fontana dell'Acqua Felice[5]
- Fontana dell'Obelisco Lateranense[6]
- Quattro Fontane[7]
- Fontana del Quirinale[8]

## Bilder
| - Benediktionsloggian, norra fasaden, San Giovanni in Laterano. - Cappella Sistina i Santa Maria Maggiore. - Fontana dell'Acqua Felice vid Piazza di San Bernardo. - Fontana dell'Obelisco Lateranense. - Fontana del Quirinale. |